# 世界存亡一指間
《世界存亡一指間》（英語：The Man Who Saved the World）是一部2013年丹麥紀錄片，講述了前苏联国土防空军中校斯坦尼斯拉夫·彼得羅夫及其在防止1983年苏联核警报误报事件導致核浩劫中的作用。紀錄片由彼得·安東尼（Peter Anthony）執導， 2014年10月在伍德斯托克影展首映，並贏得榮譽獎：最佳敘事長片觀眾獎和詹姆斯·里昂斯最佳敘事故事剪輯獎。2018年2月22日，紀錄片在俄羅斯的莫斯科紀錄片電影中心首映。

## 內容
1983年9月26日，位於莫斯科郊外的Serpukhov-15堡壘（蘇聯飛彈預警系統的指揮中心）的電腦兩次報告說，美國的洲際彈道飛彈正在向蘇聯飛去，當晚擔任值班軍官的斯坦尼斯拉夫·彼得羅夫懷疑系統出現故障，並設法讓他的上級相信同樣的事情。他爭辯說，如果美國要先發制人展開攻擊，將會用上超過五枚導彈，並且最好在發動反擊之前等待地面雷達的確認。
紀錄片介紹了彼得羅夫2006年與翻譯加林娜（Galina）的美國之行。這趟旅途中，彼得羅夫拜訪了聯合國，會見美國影星凱文·科斯納並參觀了退役的LGM-30義勇兵洲際彈道飛彈发射井。

## 外部連結
- 官方网站
- 互联网电影数据库（IMDb）上《世界存亡一指間》的资料（英文）